# Exèrcit Roig
Exèrcit Roig i RKKA són les formes breus amb què hom designa l'Exèrcit Roig Obrer i Camperol, l'exèrcit organitzat pels bolxevics durant la Guerra Civil Russa el 1918. Aquest exèrcit esdevingué el de la Unió Soviètica arran de l'establiment de l'URSS el 1922, i el 25 de febrer de 1946 fou rebatejat amb el nom d'Exèrcit Soviètic (en rus, Советская армия, Sovétskaia àrmia), una de les parts integrants de les Forces Armades de la Unió Soviètica, les quals existiren fins a la caiguda de la Unió Soviètica al desembre del 1991. Ja a la dècada de 1930, l'Exèrcit Roig era un dels majors exèrcits de tot el món.
"Roig" fa referència a la bandera roja, emblema socialista i comunista. El roig representa, simbòlicament, la sang vessada per la classe treballadora en la seva lluita contra el capitalisme, i la creença que tots som iguals. Malgrat que l'Exèrcit Roig es va convertir oficialment en l'Exèrcit Soviètic el 25 de febrer de 1946, quan els símbols "nacionals" soviètics substituïren els símbols revolucionaris, el terme, abusivament, és d'ús comú al món occidental per a referir-se a totes les forces armades soviètiques al llarg de la seva història. Per aquest motiu, en aquest article es tracta conjuntament de l'Exèrcit Roig Obrer i Camperol (1918-1946) i de l'Exèrcit Soviètic (1946-1991).
Majoritàriament es considera l'Exèrcit Roig com la força decisiva en la victòria en la Segona Guerra Mundial, en haver-se enfrontat i derrotat al 80% de les forces armades alemanyes i de les Waffen SS al Front Oriental.

## Creació

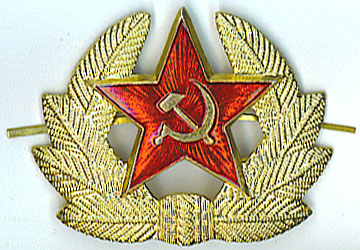
Emblema de l'Exèrcit Roig

El setembre del 1917, Lenin va escriure: «Només hi ha una política per a evitar la restauració de la policia, i és crear una milícia popular i fusionar-la amb l'exèrcit (l'exèrcit regular haurà de ser substituït en armar tot el poble)».
En aquells moments, l'Exèrcit Imperial Rus estava en un estat de col·lapse. El 23% de la població masculina de l'Imperi Rus havia estat mobilitzada, en total uns 19 milions d'homes. Però la majoria d'aquests no estaven equipats amb cap mena d'armament i tenien papers de suport mantenint les línies de comunicació i les zones de base. El general tsarista Nikolai Dukhonin estimà que hi havia 2 milions de desertors, 1,8 milions de morts, 5 milions de ferits i 2 milions de presoners. Estimà que el total de tropes disponibles era d'uns 10 milions d'homes.
L'Exèrcit Roig va ser creat el 28 de gener de 1918 pel Consell de Comissaris del Poble. En principi, el van integrar voluntàriament els camperols i obrers comunistes. Tots els ciutadans de la República Russa que tinguessin un mínim de 18 anys eren elegibles. El seu paper específic era la defensa de les fites de la Revolució d'Octubre de 1917, el poder soviètic i el Socialisme. L'allistament era condicional sobre les garanties donades per un comitè militar o civil que estigui en funcionament en territori soviètic o pel Partit o pels comitès dels sindicats, o, en casos extrems, avalat per dues persones que pertanyessin a una d'aquestes organitzacions. Si una unitat sencera volia unir-se a l'Exèrcit Roig, seria necessària una garantia col·lectiva i el vot afirmatiu de tots els seus membres.
El Consell de Comissaris del Poble es nomenà a si mateix cap suprem de l'Exèrcit Roig, delegant el comandament immediat i la seva administració al Comissariat d'Afers Militars i al Col·legi Especial de Totes les Rússies. Nikolai Krilenko era el Comandant en Cap Suprem, amb Aleksandr Miasnikian com el seu adjunt. Pàvel Dibenko i Nikolai Podvoiski eren els Comissaris per la Guerra i la Flota. Proxian, Smoiski, i Steinbertg també eren Comissaris del Poble específics, amb Vladímir Bontx-Bruiévitx del Buró de Comissaris.
En una reunió conjunta dels Bolxevics i dels Revolucionaris Socialistes d'Esquerra celebrada el 22 de febrer de 1918, Krilenko remarcà: "No tenim exèrcit. Els soldats estan desmoralitzats i fugen enmig del pànic tot just veuen aparèixer per l'horitzó un casc alemany, abandonant la seva artilleria, els seus combois i tot el material de guerra a un enemic que avança triomfant. Les unitats de la Guàrdia Roja són esclafades al costat com mosques. No podem resistir l'enemic; només signar immediatament una pau ens salvarà de la destrucció."

## Història

### La Guerra Civil Russa

Mapa de la Guerra Civil Russa. Ofensiva de l'Exèrcit Blanc cap al centre de Rússia.

La Guerra Civil Russa (1917-1923) tingué lloc en dos períodes: el primer període, comprès entre octubre de 1917 i novembre de 1918, des de la Revolució Bolxevic fins a la signatura de l'Armistici de la Primera Guerra Mundial (1914-1918), portant a terme la nacionalització de terres tradicionalment cossaques pel govern bolxevic al novembre de 1917. Això provocà la revolta de l'Exèrcit Voluntari del General Aleksei Kaledín a la regió del riu Don. També un problema greu per a la política interna russa va ser la signatura del Tractat de Brest-Litovsk al març de 1918, que comportà la Intervenció Aliada a la Guerra Civil Russa, en la que 13 països estrangers formaren milícies antibolxevics. El segon període, comprès entre gener i novembre de 1919, va ser quan van tenir lloc els reeixits avenços de l'Exèrcit Blanc: des del sud, sota el general Anton Denikin; des de l'est, sota el general Aleksandr Koltxak; i des del nord-oest, sota el general Nikolai Iudénitx, derrotant l'Exèrcit Roig en cada front. Però l'Exèrcit Roig va ser reformat per Lev Trotski i contraatacà, rebutjant l'avanç del general Koltxak al juny, i els dels generals Denikin i Iudénitx a l'octubre. Trotski va recórrer personalment en un tren blindat els fronts de batalla durant més de dos anys. Els blancs dominaven la regió meridional de l'antic imperi, Sibèria i part de Rússia, i durant un temps van rebre ajuda dels aliats que havien triomfat a la Primera Guerra Mundial. Els blancs van arribar a amenaçar seriosament a Moscou, però van resultar vençuts. Alguns dels principals triomfs de l'Exèrcit Roig van ser protagonitzats per la "Cavalleria Roja" comandada pel mariscal Semion Budionni. La cavalleria va ser un dels nous cossos creats dins de l'exèrcit per Trotski. A mitjans de novembre, els Exèrcits Blancs estaven esgotats, i el gener de 1920, el 1r Exèrcit de Cavalleria de Budionni entrà a Rostov-on-Don.
A l'inici de la guerra, l'Exèrcit Roig tenia 299 regiments d'infanteria. La Guerra Civil s'intensificà després que Lenin dissolgués l'Assemblea Constituent Russa (5-6 de gener de 1918), i el 3 de març de 1918 el govern soviètic signà el Tractat de Brest-Litovsk, retirant a Rússia de la Primera Guerra Mundial. Lliure de la guerra internacional, l'Exèrcit Roig es dedicà a una guerra interna contra una aliança de forces anticomunistes, formades per l'Exèrcit Revolucionari d'Insurrecció d'Ucraïna o "Exèrcit Negre" de Nèstor Makhnò, l'anti-Blanc i anti-Roig Exèrcit Verd, i d'altres. El 23 de febrer de 1923 va ser el "Dia de l'Exèrcit Roig", tenia un significat doble, car era el primer dia que començaren els reclutaments (a Petrograd i a Moscou i també va ser el primer dia de combats contra l'Exèrcit Imperial Alemany ocupant. En el transcurs de la guerra interna, l'Exèrcit Roig va arribar a tenir cinc milions d'efectius que van enfrontar a l'Exèrcit Blanc organitzat pels oficials Lavr Kornílov i Anton Denikin, entre d'altres.

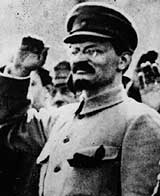
Lev Trotski, octubre 1917

El 6 de setembre de 1918, les milícies bolxevics es consolidaren sota el comandament suprem del Consell Militar Revolucionari de la República (Revvoiensoviet, Revoliutsionni Voienni Sovet), amb Lev Trotski com a Comissari del Poble per la Guerra (1918-24) i Ioakhim Vatsetis com a Comandant en Cap de l'Exèrcit Roig. Poc després es creà el GRU (intel·ligència militar), per tal de proveir d'intel·ligència política i militar als comandants de l'Exèrcit Roig. Trotski fundà l'Exèrcit Roig mitjançant una organització inicial de Guàrdies Rojos, un nucli de tropes de milicians de la Guàrdia Roja i de policies secrets; el reclutament s'inicià al juny de 1918 i l'oposició va ser violentament suprimida. Per controlar políticament la tropa multiètnica i multicultural de l'Exèrcit Roig, la Txekà operà mitjançant Brigades Punitives Especials, encarregades de la supressió dels anticomunistes, dels desertors i dels enemics de l'Estat. El pragmatisme de guerra permeté el reclutament d'oficials i sots-oficials ex-tsaristes a l'Exèrcit Roig. La comissió especial de Lev Glezàrov s'encarregà de les seleccions i els reclutaments; i a mitjans d'agost de 1920 l'Exèrcit Roig comptava amb 48.000 oficials, 10.300 administradors i 214.000 sots-oficials. En el moment de l'inici de la Guerra Civil, els antics militars tsaristes comprenien el 75% del total del cos d'oficials de l'Exèrcit Roig, sent emprats com a voenspetsi (especialistes militars), la lleialtat dels quals s'assegurava mitjançant tenir les seves famílies com a ostatges. A la fi de la guerra el 1922, els voenspetsis ocupaven el 83% dels comandaments de divisió i de cos de l'Exèrcit Roig.

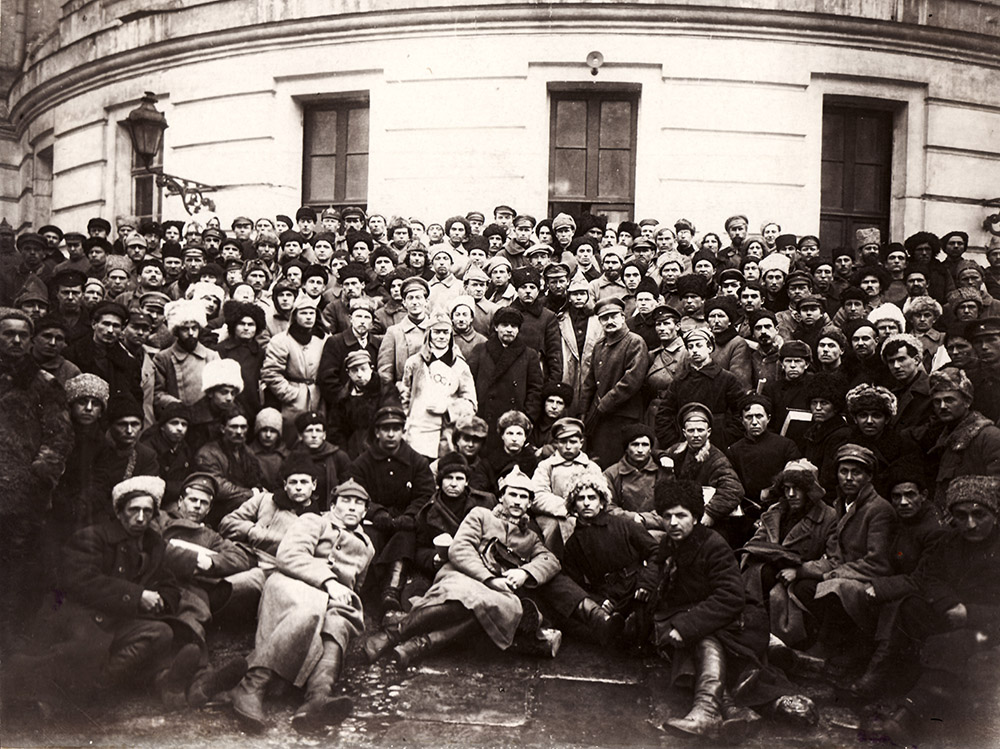
Lenin, Trotski i soldats de l'Exèrcit Roig a Petrograd, 1921.

L'eslògan Exhortació, Organització i Represàlies expressà la disciplina i la motivació assegurant l'èxit tàctic i estratègic de l'Exèrcit Roig. Durant la campanya, les Brigades Especials Punitives de la Txekà portaren a terme consells de guerra sumaríssims al terreny i execucions de desertors i vaguistes. Sota el Comissari Jānis K. Bērziņš, les Brigades Especials Punitives prengueren ostatges dels pobles dels desertors, per tal de forçar el seu lliurament; i un de cada deu era executat. La tàctica també suprimí les revoltes camperoles a les zones controlades per l'Exèrcit Roig. La lleialtat de les varietats polítiques, ètniques i nacionals dels homes que formaven part de l'Exèrcit Roig va enfortir-se mitjançant els comissaris polítics adscrits a nivell de regiment i brigada, així com per espiar als seus comandants subordinats davant la seva possible incorrecció política. Malgrat aquest poder, els comissaris polítics els destacaments txequistes dels quals es retiraven o es dissolien davant l'enemic eren condemnats a mort. L'agost de 1918, Trotski autoritzà al general Mikhaïl Tukhatxevski a situar unitats de bloqueig darrere les unitats de l'Exèrcit Roig políticament poc confiables, per tal de disparar-los si es retiraven sense permís. El 1942, durant la Gran Guerra Patriòtica, Stalin emprà la mateixa política mitjançant els batallons penals
Els blancs van capitular el 1920, però la guerra va seguir contra els anomenats "verds", bandes de camperols que van assolar alguns districtes russos, i contra polonesos i japonesos. El conflicte amb els polonesos va finalitzar el 1921 i els japonesos es van retirar el 1922.

### Guerra polonesosoviètica
Entre 1919 i 1921, l'Exèrcit Roig participà en la Guerra polonesosoviètica, en la que conquerí la Polònia central el 1920, però patí una greu derrota allà, que posà el punt final a la guerra. Durant la campanya polonesa, l'Exèrcit Roig estava integrat per uns 5,5 milions d'homes, molts dels quals tenien problemes de subministraments, i dels que 581.000 estaven als dos fronts operatius, Oest i Sud-oest. Sobre uns 2,5 milions d'homes van quedar "immobilitzats a l'interior" com a part dels exèrcits de reserva.

### Desenvolupament doctrinal a les dècades de 1920 i 1930
Després de quatre anys de guerra, la derrota del general Wrangel al sud permeté la fundació de la Unió de Repúbliques Socialistes Soviètiques el 1922. L'historiador John Erickson dona la data de l'1 de febrer de 1924, quan Mikhaïl Frunze esdevingué Cap de l'Estat Major de l'Exèrcit Roig, com l'embrió de l'Estat Major General, que dominaria la planificació i les operacions de la militària soviètica. L'1 d'octubre de 1924, els membres de l'Exèrcit Roig disminuïren a 530.000. L'article Divisions de la Unió Soviètica 1917-1945 detalla les formacions de l'Exèrcit Roig en aquella època.
Als anys 1919–1939, els teòrics militars soviètics, encapçalats pel mariscal Mikhaïl Tukhatxevski, desenvoluparen la doctrina de les operacions en profunditat, una conseqüència directa de la seva experiència durant la Guerra Civil i la Guerra poloneso-soviètica: per assolit la victòria, les operacions profundes comprenien diverses maniobres simultànies a nivell de Cos i Exèrcit actuant en paral·lel a través de la profunditat de les forces terrestres enemigues, induint a errors defensius catastròfics. La doctrina de batalla en profunditat es recolzava en els avenços en l'aviació i els blindats amb l'esperança que la guerra de maniobres oferia velocitat, eficiència i una victòria decisiva. El mariscal Tukhatxevski afirmà que la guerra aèria havia de ser emprada contra objectius més enllà de l'abast de la infanteria, l'artilleria i altres armes. Per assolir el màxim efecte tàctic, l'aviació havia de ser emprada en massa, concentrada en el temps i l'espai, contra objectius de la màxima importància tàctica.
La doctrina de les Operacions Profundes de l'Exèrcit Roig va ser expressada formalment per primera vegada a les Regulacions de Camp de 1929, i codificada a les Regulacions Provisionals de Camp de 1936 (PU-36). La Gran Purga de 1937-39 eliminà molts oficials de l'Exèrcit Roig, entre ells al mateix Tukhatxevski i a diversos dels seus seguidors, i la doctrina va ser abandonada. Així doncs, aquesta doctrina no va ser emprada a la batalla del llac Khasan el 1938 ni a la batalla de Khalkhin Gol el 1939, en els principals combats fronterers amb l'Exèrcit Imperial Japonès. No va ser fins a la Segona Guerra Mundial en què s'usà la doctrina de les operacions profundes.
La Gran Purga de 1936-37 no va ser l'única Purga que afectà l'Exèrcit Roig. S'estava portant a terme una nova purga de l'Exèrcit Roig el 1941 poc abans de l'atac alemany.

### La Guerra d'Hivern amb Finlàndia

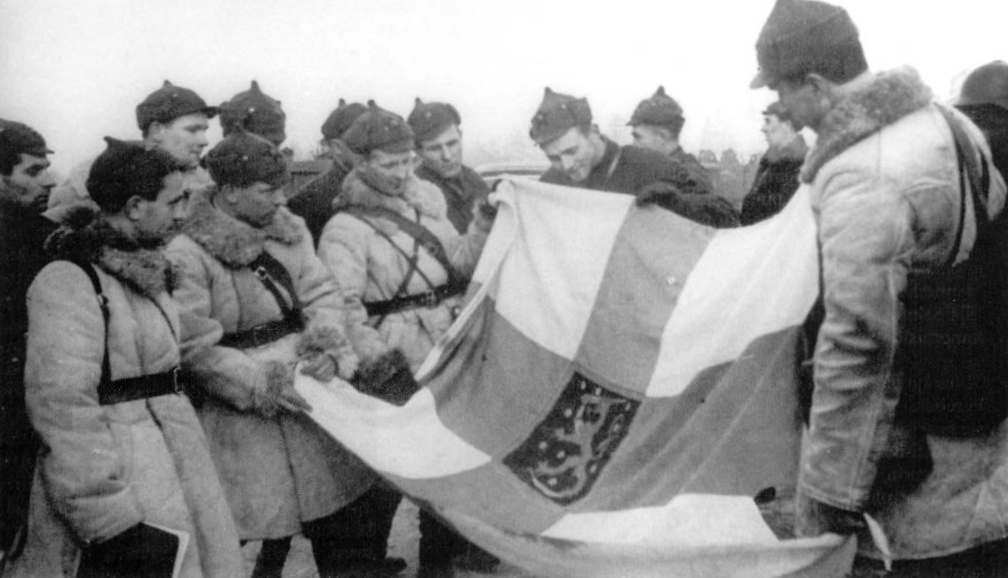
Soldats soviètics amb una bandera finesa

La Guerra d'Hivern (finès: talvisota, suec: vinterkriget, rus: Зимняя война) va ser un conflicte militar entre la Unió Soviètica i Finlàndia. S'inicià amb una ofensiva soviètica el 30 de novembre de 1939 (3 mesos després de l'inici de la Segona Guerra Mundial), acabant el març de 1940 amb la signatura del Tractat de Moscou. La Societat de Nacions condemnà l'atac il·legal i expulsà la Unió Soviètica el 14 de desembre de 1939.
Les forces soviètiques tenien 3 vegades més soldats que els finesos, 30 vegades més avions i centenars de vegades més tancs. Malgrat aquesta superioritat numèrica, però, l'Exèrcit Roig havia estat paralitzat per la Gran Purga que el líder soviètic Ióssif Stalin havia llançat el 1937, reduint la moral de l'exèrcit i la seva eficiència just abans dels combats. Amb uns 30.000 dels seus oficials executats o empresonats, incloent diversos dels seus màxims comandants, l'Exèrcit Roig patia el 1939 d'una gran mancança d'oficials experimentats. A causa d'aquests factors, així com de la perícia i l'alta moral de les tropes fineses, aquestes van poder resistir la invasió molt més del que esperaven els soviètics, causant un enorme nombre de baixes als soviètics durant els primers 3 ó 4 mesos mentre que ells patien molt poques baixes.
Les hostilitats van finalitzar al març de 1940 amb el Tractat de Pau de Moscou. Finlàndia cedí un 11% del seu territori de pre-guerra i un 30% dels seus actius econòmics a la Unió Soviètica. Les pèrdues soviètiques al front van ser molt elevades, i la reputació internacional del país es va veure afectada. Els soviètics no assoliren el seu objectiu inicial de conquerir tota Finlàndia, però van guanyar suficient territori als voltants del llac Ladoga per donar un coixí de seguretat a Leningrad. Els finesos, en canvi, van mantenir la seva sobirania i van millorar la seva reputació internacional.

### La Gran Guerra Patriòtica

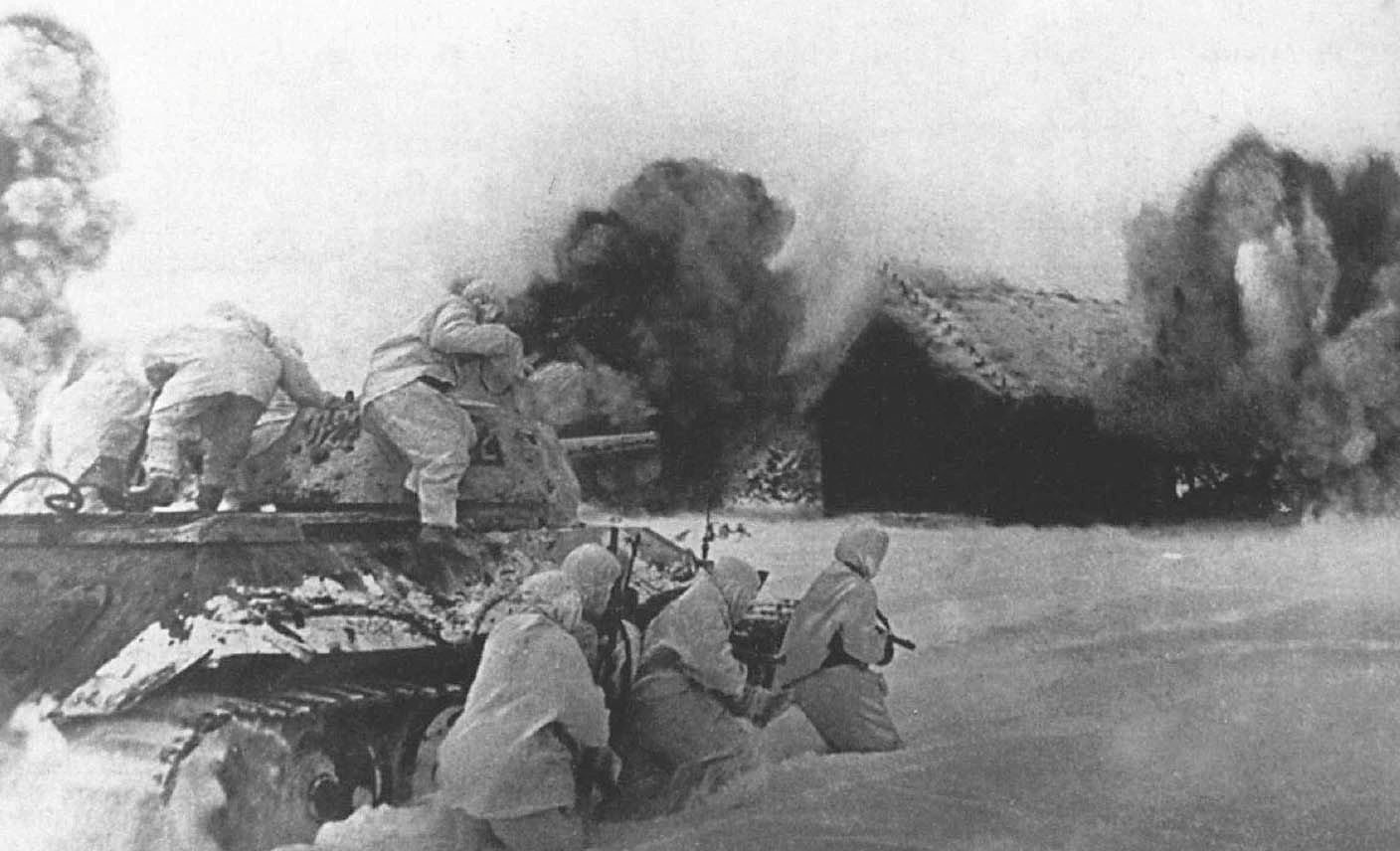
Soldats soviètics atacant un llogaret amb el suport d'un T-34 i artilleria durant la batalla de Moscou, 1941

D'acord amb el Pacte Mólotov-Ribbentrop, signat entre soviètics i alemanys el 24 d'agost de 1939, l'Exèrcit Roig envaí Polònia el 17 de setembre de 1939, després de la invasió nazi de l'1 de setembre. El 30 de novembre, l'Exèrcit Roig també atacà Finlàndia en la Guerra d'Hivern de 1939-1940. a l'agost de 1940, després de conquerir la seva porció de Polònia, el Tercer Reich compartia una àmplia frontera amb la Unió Soviètica, amb qui existia una relació de neutralitat basada en el seu pacte de no-agressió i els acords de comerç. Una altra conseqüència del Pacte Mólotov-Ribbentrop va ser l'ocupació soviètica de Bessaràbia i Bucovina del nord, portada a terme pel Front Sud entre juny i juliol de 1940. Aquesta conquesta ampliava la frontera que compartien Alemanya i la Unió Sovètica. Per a Hitler, això no era pas un problema, perquè la política de Drang nach Osten (Conducció cap a l'Est) seguia secretament en vigor, culminant el 18 de desembre de 1940 amb la Directiva N.21, aprovant l'operació Barbarroja el 3 de febrer de 1941, programada per a mitjans de maig de 1941.
Quan l'Alemanya Nazi envaí la Unió Soviètica al juny de 1941 mitjançant l'operació Barbarroja, l'Exèrcit Roig disposava de 303 divisions i de 22 brigades separades (4,8 milions de soldats), incloent 166 divisions i 9 brigades (2,9 milions de soldats) desplegats als districtes militars occidentals. L'Eix desplegà al Front Oriental 181 divisions i 18 brigades (5,5 milions de soldats). Tres fronts, el Nord-oest, l'Occidental i el Sud-oest van haver d'encarregar-se de la defensa de la frontera occidental soviètica. Durant les primeres setmanes de la Gran Guerra Patriòtica, la Wehrmacht destruí moltes unitats de l'Exèrcit Roig, que perdé milions d'homes com a presoners i perdé molt del seu material de guerra. Stalin incrementà la mobilització, i l'1 d'agost de 1946, malgrat haver perdut 46 divisions, l'Exèrcit Roig en disposava de 401.
Les forces soviètiques, mancades de preparació, van patir greus danys al camp de batalla a causa d'oficials mediocres (conseqüència de les purgues), d'una mobilització parcial, d'una reorganització incompleta i principalment perquè s'havien preparat per atacar l'Europa Central i no per defendre el territori soviètic. Les forces de preguerra en expansió i la sobrepromoció d'oficials inexperts afavoriren la Wehrmacht en combat. La superioritat numèrica de l'Eix feia que les forces de les divisions fos pràcticament la mateixa. Una generació de comandants soviètics (el principal de tots ells, Gueorgui Júkov) va aprendre de les derrotes, i les victòries soviètiques assolides a les batalles de Moscou, Stalingrad, Kursk i, finalment, a l'operació Bagration es demostraren decisives.
El 1941, el govern soviètic hissà el esprit de corps de l'Exèrcit Roig mitjançant una propaganda en la que s'abandonava la lluita de classes i els ideals de la Revolució i el comunisme per la defensa de la Mare Pàtria i la Nació, emprant exemples històrics del coratge i del valor russos contra els invasors estrangers. La Gran Guerra Patriòtica anti-nazi va beure de les fonts de la Guerra Patriòtica de 1812 contra Napoleó, i els herois militars de la història russa com Alexandre Nevski, Mikhaïl Kutúzov, Fiodor Fiodorovitx Uixakov, Pavel Nàkhimov, Bogdan Khmelnitski o Aleksandr Suvorov van aparèixer, creant-se condecoracions amb els seus noms; la repressió contra l'Església Ortodoxa Russa cessà, (encara que temporalment), i els capellans recuperaren la tradició de beneir les armes abans de la batalla.
Títols d'Heroi de la Unió Soviètica concedits per grup ètnic durant la II Guerra Mundial
| - Russos: 8.182 - Ucraïnesos: 2.072 - Belarussos: 311 - Tàtars: 161 - Jueus: 108 - Kazakhs: 96 - Georgians: 91 - Armenis: 90 - Uzbeks: 69 - Mordvins: 61 - Txuvaixos: 44 - Azerbaidjanesos: 43 - Baixkirs: 39 - Ossetes: 32 - Maris: 18 - Turcmans: 18 - Lituans: 15 - Tadjics: 14 - Letons: 13 - Kirguís: 12 - Komis: 10 | - Udmurts: 10 - Carelians: 9 - Polonesos: 9 - Estonians: 9 - Calmucs: 8 - Kabardins: 7 - Adigei: 6 - Txecs: 5 - Abkhazos: 5 - Àvars: 5 - Buriats: 5 - Buriats: 5 - Dungans: 4 - Lesguians: 4 - Alemanys: 4 - Txetxens: 3 - Iacuts: 3 - Altais: 2 - Búlgars: 2 - Grecs: 2 - Karatxais: 2 | - Kumyks: 2 - Laks: 2 - Khakassos: 2 - Txerkessos: 2 - Finesos 2 - Assiris: 1 - Balkars: 1 - Coreans: 1 - Dargins: 1 - Espanyols: 1 - Esvans: 1 - Evenkis: 1 - Gitanos: 1 - Kumandins: 1 - Kurds: 1 - Moldaus: 1 - Nogais: 1 - Nanais: 1 - Tuvans: 1 - Vepses: 1 |

Per tal d'encoratjar la iniciativa dels comandants de l'Exèrcit Roig, el Partit Comunista abolí temporalment els comissaris polítics, tornaren a introduir els graus militars clàssics i les condecoracions, així com el concepte d'Unitat de la Guàrdia. Les unitats que realitzaven accions excepcionalment heroiques o molt remarcables rebien el títol de la Guàrdia (per exemple, el 1r Cos Especial de Fusellers de la Guàrdia o el 6è Exèrcit Cuirassat de la Guàrdia), una denominació d'elit que comportava un entrenament, un material i un sou superior. També s'usà el reforç negatiu: els febles i els que s'autoinflingien ferides, els covards, lladres i desertors eren disciplinats mitjançant pallisses, degradacions, deures extremadament perillosos o l'execució sumària mitjançant els destacaments punitius de l'NKVD.
En aquella època, l'osobist (oficial de contraintel·ligència militar de l'NKVD) esdevingué una figura clau a l'Exèrcit Roig, amb poder per condemnar a mort o de salvar la vida de qualsevol soldat o oficial de la unitat on estigués destinat. El 1942, Stalin creà els batallons penals, compostos per desterrats als gulags, presoners de guerra soviètics, soldats caiguts en desgràcia i desertors, per fer tasques al front extremadament perilloses, com netejar els camps de mines. Tenint en compte els perills, la sentència màxima a un d'aquests batallons era de 3 mesos. De la mateixa manera, el tractament que retia l'Exèrcit Roig a aquells dels seus membres que havien caigut presoners de la Wehrmacht era especialment dur: el 1941 Stalin publicà una directiva en la que ordenava el suïcidi de qualsevol oficial o soldat de l'Exèrcit Roig abans que rendir-se; i la llei soviètica passà a considerar com a traïdor tots els soldats de l'Exèrcit Roig que hagués estat capturats. Així doncs, els presoners de guerra soviètics que eren alliberats de la captivitat enemiga per les tropes de l'Exèrcit Roig eren habitualment sentenciats a batallons penals.
Durant la Gran Guerra Patriòtica, la Gran Guerra Patriòtica reclutà 29.574.900 homes, a més dels 4.826.907 que ja es trobaven en servei quan esclatà la guerra. D'aquests 34.401.807 soldats, 6.329.600 van morir en acció, 555.400 van morir per malalties i accidents, i 4.559.00 van ser considerats desapareguts (la majoria d'ells capturats). D'aquests 1.444.100, però, 939.700 tornaren al servei a mesura que s'anava alliberant territori soviètic, i 1.836.000 tornaren del captiveri alemany. Així doncs, el total de baixes arribà a 8.668.400. Aquesta és la xifra oficial de morts, però altres estimacions taxen el nombre de morts fins a gairebé 11 milions, dels quals 7,7 milions van morir en acció i 2,6 milions van morir sent presoners (dels 5,2 milions de presoners soviètics), a més de les 400.000 baixes entre les unitats paramilitars i partisanes. La majoria de les baixes, excloent els presoners de guerra, eren d'ètnia russa, seguits dels ucraïnesos (1.377.400). Tot i això, fins a 8 milions dels 34 milions d'homes mobilitzats eren soldats de les minories no eslaves, amb gairebé 45 divisions formades des de les minories nacionals servint entre 1941 a 1943.
Les pèrdues alemanyes al Front Orientals s'estimen en 3.604.800 morts en acció, a més de 900.000 d'ètnia alemanya i austríaca de fora la frontera de 1937 (s'inclouen en aquestes xifres els homes considerats desapareguts després de la guerra) i 3.576.300 d'homes que van ser capturats (en total, sumen 8.081.100). les pèrdues dels estats satèl·lits alemanys al Front Oriental va ser d'aproximadament 668.163 morts i desapareguts i 799.982 capturats (en total, 1.468.145). d'aquests 9.549.245, els soviètics n'alliberaren 3.572.600 després de la guerra, de manera que el total de baixes de l'Eix quedà en uns 5.976.645 homes. L'artilleria de l'Exèrcit Roig fou l'arma principal, essent responsable d'entre un 60-80% de les baixes enemigues. Pel que fa als presoners de guerra, ambdós bàndols capturaren ingents quantitats d'homes, dels quals molts van morir al captiveri; i segons una estudi britànic recent, s'estima que 3,6 dels 6 milions de presoners de guerra soviètics van morir als camps alemanys, mentre que 300.000 dels 3 milions de presoners de guerra soviètics van morir en mans soviètiques.

### Després de la Gran Guerra Patriòtica
Al final de la Gran Guerra Patriòtica, l'Exèrcit Roig tenia unes 500 divisions de fusellers i unes 50 divisions cuirassades. La seva experiència de guerra donà als soviètics tal fe en les tropes blindades que no es reduí el nombre de divisions cuirassades, mentre que les divisions d'infanteria van ser retallades en uns dos terços. Els Cossos Cuirassats del darrer període de la guerra van ser convertits en divisions cuirassades, i des de 1957 les divisions de fusellers van ser convertides en divisions de fusellers motoritzades. Aquestes tenien 3 regiments de fusellers motoritzats i un regiment cuirassat, amb un total de 10 batallons de fusellers motoritzats i sis batallons cuirassats; mentre que a les divisions cuirassades la proporció es revertia.
El Mariscal de la Unió Soviètica Gueorgui Júkov esdevingué Cap de les Forces Terrestres Soviètiques al març de 1946, però al juliol va ser substituït pel Mariscal Ivan Koniev, que romangué al càrrec fins al 1950, quan el càrrec va ser abolit durant 5 anys, un forat organitzatiu que "probablement va ser associat en certa manera amb la Guerra de Corea". Entre 1945 i 1948, les Forces Armades Soviètiques van ser reduïdes d'11,3 milions a 2,8 milions de membres, una desmobilització controlada primer, incrementant el nombre de districtes militars a 33, sent reduïts a 21 al 1946.
Per establir i assegurar els interessos geopolítics soviètics a l'Europa Oriental, les tropes de l'Exèrcit Roig que havien alliberat la regió del mandat nazi, el 1945 es quedaren a lloc per assegurar la creació de règims pro-soviètics a l'Europa Oriental i per formar un coixí de seguretat per protegir el territori soviètic davant d'un atac provinent de l'Europa Occidental, el temor històric rus. A més, van tenir el suport de l'NKVD per tal de suprimir la resistència occidental ucraïnesa (1941-1955). Les tropes soviètiques, incloent el 39è Exèrcit van quedar-se a Port Arthur i a Dalian, a la costa nord-est xinesa fins al 1955, cedint-se el seu control finalment al nou govern comunista xinès.

### La Guerra Freda
Durant la Guerra Freda (1945-1991), la intel·ligència occidental estimà que la força soviètica estava entre els 2,8 milions al 5,3 milions d'homes. Per mantenir aquesta xifra, tots els homes soviètics havien de complir un servei militar obligatori de 3 anys de durada, reduint-se a dos anys al 1967.
Districtes Militars Soviètics al 1990 
- Districte Militar de Leningrad
- Districte Militar de Belarús
- Districte Militar del Bàltic
- Districte Militar dels Carpats
- Districte Militar de Kíev
- Districte Militar d'Odessa
- Districte Militar de Moscou
- Districte Militar del Volga-Urals
- Districte Militar de Caucas Nord
- Districte Militar Transcaucasià
- Districte Militar del Turkestan
- Districte Militar de Sibèria
- Districte Militar de Transbaikal
- Districte Militar de l'Extrem Orient
- El Districte Militar de l'Àsia central va ser dissolt al 1988,
 i els del Volga-Urals aparegué cap a 1991

El 1955, la Unió Soviètica signà el Pacte de Varsòvia amb els seus estats satèl·lits a l'Europa Oriental, formalitzant el control soviètic sobre les seves respectives forces armades. L'Exèrcit Soviètic creà i dirigí els exèrcits de l'Europa Oriental a imatge seva durant tota la Guerra Freda, preparant-los per a una invasió potencial des de l'Europa Occidental. El 1956, el Premier Nikita Khrusxov va reduir les Forces Terrestres per crear les Forces Estratègiques de Míssils, emfatitzant les capacitats nuclears de les Forces Armades. El 1957 va rellevar al mariscal Gueorgui Júkov del Politburó per la seva oposició a aquestes reduccions de les Forces Terrestres. Malgrat això, les Forces Armades soviètiques no van tenir prou armament nuclear fins a mitjans de la dècada de 1980. L'Estat Major General va mantenir els plans per envair l'Europa Occidental, l'escala dels quals només es va conèixer després que els investigadors alemanys poguessin accedir als arxius de l'Exèrcit Popular Nacional després del col·lapse de la Unió Soviètica.
Les forces de l'Exèrcit Roig al territori soviètic estaven repartides en districtes militars. El 1945 n'hi havia 32. Des de mitjans de la dècada de 1970 fins als final de la Unió Soviètica en van quedar 16. Així encara, la major concentració de tropes soviètiques estava al Grup de Forces Soviètiques a Alemanya, que van encarregar-se de suprimir la revolta antisoviètica a Alemanya Oriental el 1953. Els Grups de Forces de l'Europa Oriental eren el Grup de Forces Nord a Polònia i el Grup de Forces Sud a Hongria, que van ofegar la revolució hongaresa de 1956. El 1958 les tropes soviètiques van retirar-se de Romania. El Grup de Forces Central a Txecoslovàquia va ser creat després de la intervenció de les tropes del Pacte de Varsòvia contra la Primavera de Praga el 1968.
El 1969, a l'extrem oriental soviètic, el conflicte fronterer sinosoviètic (1969) comportà la creació d'un setzè districte militar, el Districte Militar de l'Àsia central, a Alma-Ata, Kazakhstan.
A mitjans de la dècada de 1980, l'Exèrcit Soviètic comptava amb unes 210 divisions. Unes tres quartes parts eren divisions motoritzades de fusellers, i la resta eren divisions cuirassades. També hi havia un gran nombre de divisions d'artilleria, brigades separades d'artilleria, formacions d'enginyers i d'altres formacions diverses de suport als combatents. Malgrat això, només hi havia poques formacions completament preparades pel combat. Hi havia 3 categories de disponibilitiat, A, B i V (А, Б, В) per les primeres lletres de l'alfabet cirílic. Les Divisions amb Categoria A tenien certificat d'estar a punt per al combat i estaven completament equipades; les divisions B i V no estaven tan preparades; les B estaven a entre el 50 i el 75% de la seva teòrica capacitat, i necessitant un mínim de 72 hores de preparació; i les V estaven a un 10-33% de la seva capacitat, requerint dos mesos. Els districtes militars interiors normalment només tenien una o dues divisions A, amb la resta del quadre format per divisions B i V.
Els plans soviètics durant la major part de la Guerra Freda preveien Exèrcits formats per 4 ó 5 divisions operant en Fronts, compostos per uns 4 exèrcits (equivalents als Grups d'Exèrcits occidentals). Al final de la dècada de 1970 i inici de 1980 es crearen nous Alts Comandaments en les Direccions Estratègiques per controlar les operacions de fronts múltiples a Europa (les Direccions Estratègiques Occidental i Sud-occidental), a Bakú per les Operacions Meridionals, i a l'Extrem Orient Soviètic.

### La invasió de l'Afganistan
La invasió soviètica de l'Afganistan va ser un conflicte de 9 anys en què la Unió Soviètica va intervenir en suport del govern marxista-leninista de la República Democràtica de l'Afganistan contra la Resistència mujahidina quan, el 27 de desembre de 1979, 700 soldats soviètics (incloent membres del KGB i forces especials GRU del Grup Alfa i del Grup Zenith) vestits amb uniformes afganesos, ocuparen els principals edificis del govern, de l'exèrcit i dels mitjans de comunicació a Kabul, incloent el Palau Presidencial. Els majahidins aconseguiren el suport de diversos països, incloent els Estats Units, el Regne Unit, Aràbia Saudí, Pakistan, Egipte i d'altres països musulmans.
Sovint s'ha afirmat que la guerra afganosoviètica va ser el Vietnam soviètic a causa del seu alt cost tant en vides i econòmic. A causa de la natura sense fi del conflicte, causà un gran dany a la imatge soviètica al món, així com a la seva pròpia moral; i com a única conseqüència va tenir l'encara major desestabilització de la situació política en un moment en el qual la seva dissolució ja estava propera.

### La dissolució de la Unió Soviètica
Entre 1985 i 1991, el President Soviètic Mikhaïl Gorbatxov intentà reduir l'esforç financer que suposava l'Exèrcit Roig a l'economia soviètica; va reduir a poc a poc la seva mida, i el 1989 es retirà de l'Afganistan. Mentrestant, a final de 1990, diverses revolucions democràtiques dissolgueren el Bloc Oriental, i els ciutadans soviètics volien deposar del govern al Partit Comunista. A diferència dels seus predecessors estalinistes, Gorbatxov no atacà als seus conciutadans amb l'exèrcit, la crisi política s'agreujà i la Unió Soviètica va caure en una espiral de desconfiança cap al seu govern que es metamorfosà en un cop estalinista el 1991.
Després de la temptativa de cop d'estat del 19 i 21 d'agost per deposar Gorbatxov, l'Acadèmia de Científics Soviètics informà que les Forces Armades no van participar en gran manera en el cop dels neo-estalinistes. Els Comandants van desplegar tancs per Moscou, però malgrat això el cop fracassà.

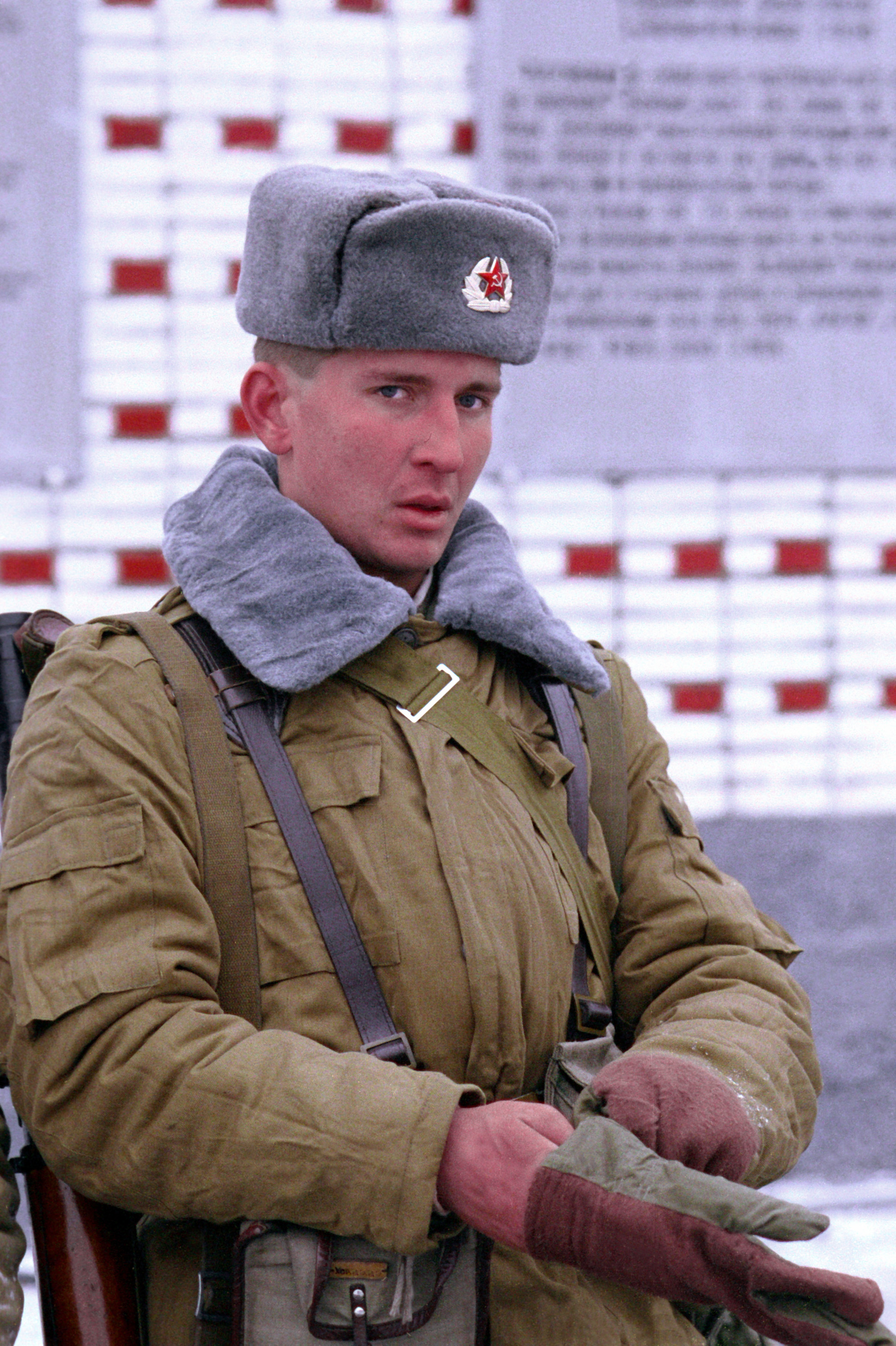
Un soldat soviètic de la 2a Divisió Motoritzada de Fusellers de la Guàrdia Tamanskaia amb l'uniforme d'hivern Afghanka, Moscou, gener de 1992.

El 8 de desembre de 1991, els Presidents de Rússia, Belarús i Ucraïna van dissoldre l'URSS, constituint enlloc seu la Comunitat d'Estats Independents (CEI). El President soviètic Gorbatxov dimití del seu càrrec el 25 de desembre de 1991; i l'endemà es dissolgué el Soviet Suprem, dissolvent-se oficialment la Unió Soviètica el 26 de desembre de 1991. Durant els 18 mesos següents, els esforços interrepublicans per transformar l'Exèrcit de la Unió Soviètica en l'Exèrcit de la CEI fracassaren; i les forces estacionades a les diverses repúbliques esdevingueren els exèrcits de cadascuna de les repúbliques.
Després del col·lapse de la Unió Soviètica, l'Exèrcit Soviètic es dissolgué i dividí els seus actius entre les diferents repúbliques. La divisió va ser sobre una base regional, amb els soldats russos esdevenint part del nou Exèrcit Rus, mentre que els soldats de l'RSS del Kazakhstan van passar a formar part del nou Exèrcit Kazakh. Com a resultat. El gruix de les Forces Soviètiques Terrestres, incloent la major part dels seus míssils, van ser incorporats a les Forces Terrestres Russes. Vers la fi de l'any 1992, la major part de la resta de l'Exèrcit Soviètic a les antigues repúbliques soviètiques s'havia desfet. Les forces destinades a l'Europa Oriental (incloent a les Repúbliques Bàltiques van tornar entre 1992 i 1994.
A mitjans de març de 1992, el President Rus Borís Ieltsin es nomenà a si mateix Ministre de Defensa, fent un pas crucial en la creació de les noves Forces Armades de la Federació Russa. Els darrers vestigis de la vella estructura soviètica de comandament va ser dissolta finalment al juny de 1993, quan el Quarter General Militar de la Comunitat d'Estats Independents va ser reorganitzat en un estat major per facilitar la cooperació militar entre els estats de la CEI.
Durant els següents anys, les antigues Forces Terrestres Soviètiques es retiraren de l'Europa Oriental i Central (incloent les Repúbliques Bàltiques), així com de les repúbliques independents post-soviètiques de l'Azerbaidjan, Armènia, Uzbekistan, Kazakhstan i Kirguizstan. Actualment les Forces Terrestres Russes encara estan al Tadjikistan, Geòrgia, Transnistria.

## Organització
A l'inici de la seva creació, l'Exèrcit Roig funcionà com una formació voluntària, sense insígnies ni rangs. Els oficials eren escollits mitjançant eleccions democràtiques. Però un decret del 29 de maig de 1918 imposà el servei militar per als homes d'entre 18 i 40 anys. Per realitzar aquestes immenses lleves, els bolxevics formaren comissariats militars regionals(voiennii komissariat, abreujat voienkomat), que van existir a Rússia fins al 2006 amb el mateix objectiu i el mateix nom. Els comissariats militars, però, no han de ser confosos amb la institució dels comissaris polítics militars.

Bandera no-oficial de l'Exèrcit Roig, car les forces terrestres soviètics mai no van tenir cap bandera oficial.

A mitjans de la dècada de 1920 s'introduí el principi territorial de funcionament de l'Exèrcit Roig. En cada regió, els homes físicament aptes eren cridats per realitzar un servei militar actiu en unitats territorials per un període de 5 anys, que formaven la meitat de les forces de l'Exèrcit Roig. El primer període de crida era de 3 mesos, amb un mes de servei anual posteriorment. Un quadre regular donava un nucli estable. El 1925 aquest sistema proveí 46 de les 77 divisions d'infanteria i una de les onze de cavalleria. La resta d'unitats consistien en oficials regulars i personal allistat que servien durant dos anys. Aquest sistema territorial va ser finalment abolit, amb totes les formacions convertides a divisions regulars entre 1937 i 1938.
Sota la campanya de Stalin vers la mecanització, l'Exèrcit Roig formà la seva primera unitat mecanitzada el 1930. La 1a Brigada Mecanitzada consistia en un regiment de tancs, un regiment d'infanteria mecanitzada i batallons d'artilleria i reconeixement. Des d'aquest tímid inici, els soviètics serien els primers en tota la història en crear formacions cuirassades a nivell operatiu, l'11è i el 45è Cossos Mecanitzats, el 1932. Aquestes eren formacions de tancs pesats amb tropes de combat de suport, de manera que poguessin funcionar en zones de rereguarda enemiga sense suport d'altres fronts.
Impressionats per la campanya alemanya contra França el 1940, el Comissariat del Poble de Defensa (NKO) ordenà la creació de 9 cossos mecanitzats el 6 de juliol de 1940. Entre febrer i març de 1941 s'ordenà la creació de 12 més, totes elles majors que les de Tukhatxevski. Encara que el 29è Cos Mecanitzat de l'Exèrcit Roig tenia fins a 29.899 tancs sobre el paper el 1941, es demostrà que només era un tigre de paper. Ens aquells moments només hi havia 17.000 tancs disponibles, a més que moltes unitats estaven mancades d'entrenament. La pressió creada sobre les fàbriques i els planificadors militars perquè mostressin xifres de producció també comportà que la majoria dels vehicles blindats fossin models obsolets, als quals els mancaven les peces de recanvi i equipament de suport, i dels que tres quartes parts dels quals estaven necessitats d'un gran manteniment. El 22 de juny de 1941, en el moment de la invasió alemanya de la Unió Soviètica només hi havia disponibles 1.475 tancs T-34 i KV a l'Exèrcit Roig, els quals estaven dispersos per tot el front per donar suport local. En perspectiva, el 3r Cos Mecanitzat a Lituània estava format per 460 tancs, dels quals només 109 eren els nous KV-1 i T-34s. Aquest cos seria un dels pocs afortunats al disposar d'una xifra substancial dels nous tancs. En canvi, el 4t Exèrcit disposava de 520 tancs, tot ells del model obsolet T-26, havent-se d'enfrontar a 1.031 tancs mitjans moderns. Aquest problema era extensiu a tot l'Exèrcit Roig, i jugaria un paper crucial a les derrotes inicials de l'Exèrcit Roig davant les tropes alemanyes el 1941.

### Temps de guerra
L'experiència de guerra provocà canvis en la manera com s'organitzaven les línies a la línia del front. Després de sis mesos de combats contra els alemanys, la Stavka abolí el Cos de Fusellers com a nivell intermedi entre l'Exèrcit i la Divisió car, si bé era útil en teoria, amb l'estat inexpert en què es trobava l'Exèrcit Roig, es provà ineficaç en la pràctica. Després de la victòria a la batalla de Moscou el gener de 1942, l'alt comandament començà a reintroduir el Cos de Fusellers entre les seves formacions més experimentades. Hi havia 62 Cossos de Fusellers el 22 de juny de 1941, havent disminuït a 6 l'1 de gener de 1942, però al febrer de 1943 tornaven a haver 34, i 161 l'1 de gener de 1944. Les divisions de fusellers, que podien tenir fins a 11.000 homes al juny de 1941, majoritàriament no tenien més del 50% de la força establerta el 1941, i les divisions sovint eren emprades en operacions continuades tot i només disposar de centenars d'homes o encara menys.
En el moment de l'esclat de la guerra, l'Exèrcit Roig desplegà cossos mecanitzats i divisions cuirassades, el desenvolupament de les quals ja s'ha comentat anteriorment. L'atac alemany les colpejà seriosament, i durant el transcurs de 1941, virtualment totes (llevat de dues situades al Districte Militar de Transbaikal) van ser dissoltes. Va ser molt més senzill coordinar forces menors, i se substituïren brigades i batallons separats de tancs. Al final de 1942 i inici de 1943 quan es desplegaren formacions de blindats de mida de cos al camp de batalla de forma massiva. A mitjans de 1942 aquests cossos van ser agrupats, formant Exèrcits Cuirassats, la força dels quals a la fi de la guerra podia arribar a ser de 700 tancs i 50.000 homes.

## Personal
Les autoritats soviètiques assignaren a cadascuna de les unitats de l'Exèrcit Roig un comissari polític, o politruk, qui tenia autoritat per a anul·lar les decisions dels comandants de les unitats si considerava que anaven contra els principis del Partit Comunista. Si bé això es traduí en un comandament ineficient, el lideratge del Partit considerava necessari el control polític sobre el militar, a mesura que l'Exèrcit disposava de més i més oficials experimentats del període tsarista pre-revolucionari. Aquest sistema s'abolí el 1925, quan ja hi havia prou oficials comunistes preparats i ja no es va veure com a necessària l'existència d'algú que confirmés totes les ordres.

### Graus militars

Insígnies militars de l'Exèrcit Roig entre 1919 i 1924

L'Exèrcit Roig inicial abandonà la institució d'un cos d'oficials professionals en considerar-la "herència del tsarisme" durant la Revolució. En particular, els bolxevics condemnaren l'ús del terme oficial i usaren, en canvi, el terme de comandant. A més, l'Exèrcit Roig abandonà les pales i els graus militars convencionals, i emprà títols purament funcionals, com ara "comandant de Divisió", "comandant de Cos", etc.Erickson   1962, pàg. 72–3
El 22 de setembre de 1935, l'Exèrcit Roig abandonà les categories i restaurà els graus: es restauraren els tradicionals entre sergent major i coronel, i es creà el de Mariscal de la Unió Soviètica; en canvi, els graus inferiors i els de generalat continuaven essent comandants. Aquests graus, però, eren una barreja dels títols funcionals amb els graus tradicionals: per exemple, els graus incloïen tinent i Komdiv (Комдив, comandant de Divisió). Hi hagué més complicacions amb els graus i les categories dels oficials polítics ("comissari de Brigada", "comissari d'Exèrcit de 2a classe", etc.), amb els cossos tècnics ("enginyer de 3a classe", "enginyer de Divisió"), i en altres de no combatents, com els administratius i els mèdics.
El 7 de maig de 1940 es restauraren els graus de generalat i almirallat. És a dir, es realitzaren més modificacions per tal de racionalitzar el sistema de graus, d'acord amb la proposta del mariscal Voroixílov: els graus de "General" i d'Almirall substituïren els graus funcionals al RKKA i d'oficial de Bandera de 1a classe a la Flota Roja; però la resta de graus funcionals ("comissari de Divisió", "enginyer de Divisió", etc.) no es modificaren. Les distincions d'arma de servei continuaren ("general de Cavalleria", "mmriscal de Tropes Cuirassades", etc.).
A més, el 2 de novembre de 1940 es restauraren els graus inferiors i el de tinent coronel, amb la qual cosa restava reconstituïda la major part del sistema vigent a l'Exèrcit Imperial Rus en concloure la seva participació en la I Guerra Mundial.
A inicis de 1943 es realitzà una unificació del sistema que abolí tots els graus funcionals. El mot oficial tornà a usar-se de manera oficial, així com l'ús de les pales. Els graus i les divises de 1943 ja no tingueren grans modificacions durant la resta de l'existència de la Unió Soviètica; i l'Exèrcit Rus actual usa bàsicament el mateix sistema.

### Taula de graus i divises de l'Exèrcit Soviètic
|                      | Comandant Suprem                                                                                    | Oficials Suprems o Oficials Generals                                           | Oficials Suprems o Oficials Generals                                                | Oficials Suprems o Oficials Generals           | Oficials Suprems o Oficials Generals                 | Oficials Suprems o Oficials Generals                | Oficials Suprems o Oficials Generals       |
| -------------------- | --------------------------------------------------------------------------------------------------- | ------------------------------------------------------------------------------ | ----------------------------------------------------------------------------------- | ---------------------------------------------- | ---------------------------------------------------- | --------------------------------------------------- | ------------------------------------------ |
| Mariscals i Generals | Генералиссимус Советского Союза Gueneralíssimus Sovétskogo Soiuza Generalíssim de la Unió Soviètica | Маршал Советского Союза Marxal Sovétskovo Soiuza Mariscal de la Unió Soviètica | Главный Маршал рода войск Glavni Marshal roda voisk Mariscal en cap (segons l'arma) | генерал армии Gueneral àrmiï General d'Exèrcit | Генерал-полковник Gueneral-polkóvnik Coronel General | Генерал-лейтенант Gueneral-leitenant Tinent General | Генерал-майор Gueneral-maior Major General |

|          | Oficials Superiors o Oficials amb Grau de Camp | Oficials Superiors o Oficials amb Grau de Camp | Oficials Superiors o Oficials amb Grau de Camp | Oficials Inferiors o Oficials de Companyia | Oficials Inferiors o Oficials de Companyia          | Oficials Inferiors o Oficials de Companyia | Oficials Inferiors o Oficials de Companyia         |
| -------- | ---------------------------------------------- | ---------------------------------------------- | ---------------------------------------------- | ------------------------------------------ | --------------------------------------------------- | ------------------------------------------ | -------------------------------------------------- |
| Oficials | Полковник Polkóvnik Coronel                    | Подполковник Podpolkóvnik Tinent Coronel       | Майор Maior Major                              | Капитан Kapitan Capità                     | Старший лейтенант Stàrxiï leitenant Tinent Superior | Лейтенант Leitenant Tinent                 | Младший лейтенант Mlàxiï leitenant Tinent Inferior |

|                                         | Praporxtxik / Mitxman o Oficials no comissionats             | Praporxtxik / Mitxman o Oficials no comissionats | Praporxtxik / Mitxman o Oficials no comissionats   | Sergents i sots-oficials        | Sergents i sots-oficials                         | Sergents i sots-oficials | Sergents i sots-oficials                         | Tropa                      | Tropa                   |
| --------------------------------------- | ------------------------------------------------------------ | ------------------------------------------------ | -------------------------------------------------- | ------------------------------- | ------------------------------------------------ | ------------------------ | ------------------------------------------------ | -------------------------- | ----------------------- |
| Oficials Tècnics, Sots-oficials i tropa | Старший прапорщик Stàrxiï pràporsxik Oficial Tècnic Superior | прапорщик Pràporsxik Oficial Tècnic              | подпрапорщик Podpràporxsik Oficial Tècnic Inferior | старшина Starxinà Sergent major | старший сержант Stàrxiï serjant Sergent Superior | сержант Serjant Sergent  | младший сержант Mlàdxiï serjant Sergent Inferior | ефрейтор Iefréitor Caporal | Рядовой Riadovoi soldat |

### Educació militar
Durant la Guerra Civil els oficials eren preparats a l'Acadèmia d'Estat Major General Nicolau de l'Imperi Rus, que es transformà en l'Acadèmia Militar Frunze a la dècada de 1920. Els comandants superiors eren entrenats en cursos superiors de les acadèmies militars, redenominats els Cursos Avançats pel Comandament Suprem el 1925; el 1931 s'establí una Facultat d'Operacions a l'Acadèmia Militar Frunze que suplementava aquests cursos. L'Acadèmia d'Estat Major General va ser reinstaurada el 2 d'abril de 1931, sent la principal acadèmia militar pels comandants superiors i suprems de l'Exèrcit Roig.

### Components

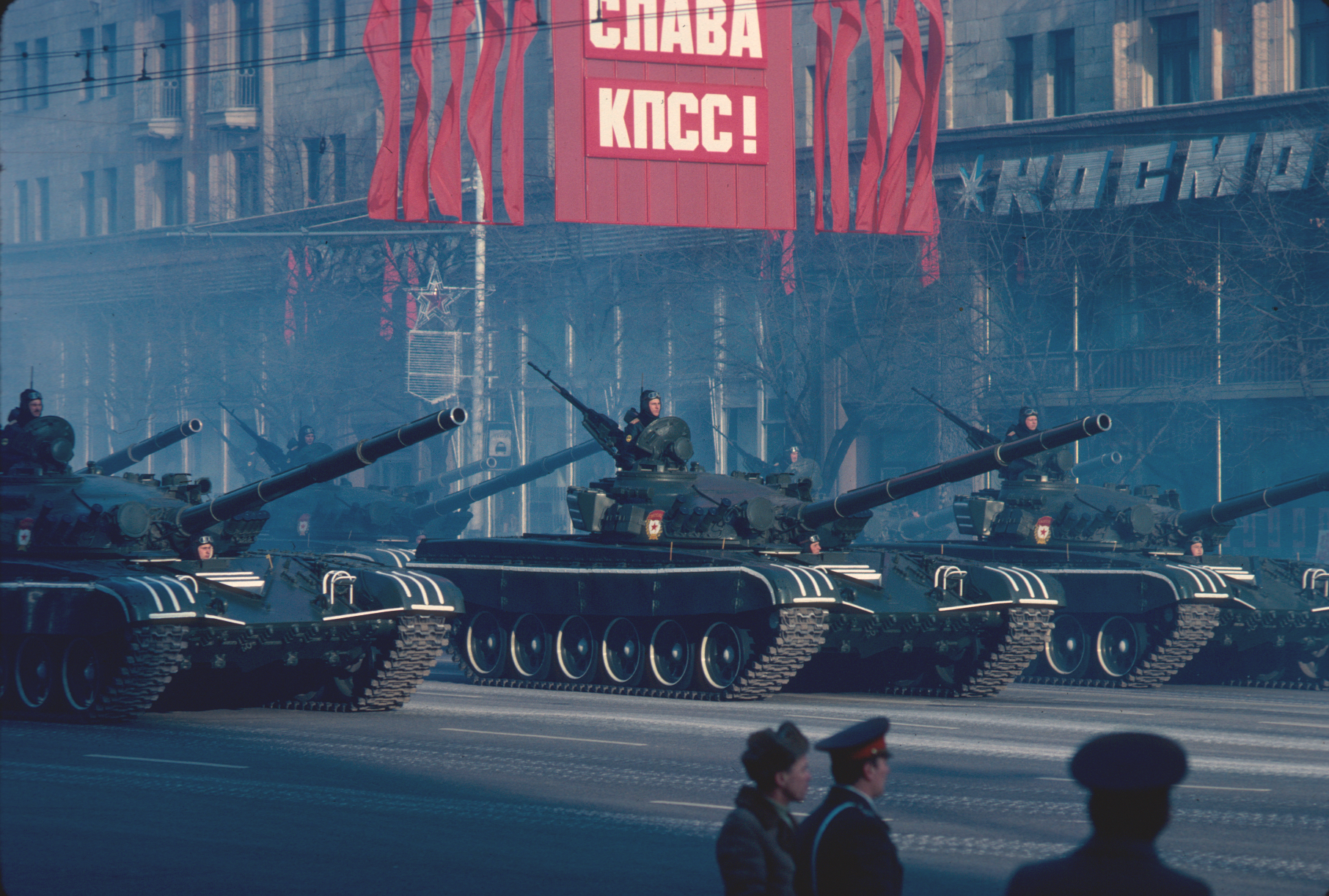
Tancs T-72 durant la Desfilada de celebració de la Revolució d'Octubre al 1983

L'Exèrcit Roig comptava amb el reclutament pel servei militar obligatori temporal, basat en les lleis de servei de Tota la Unió de 1925 i 1939 durant les primeres dècades de la Unió Soviètica. D'acord amb la llei de servei de 1949, el termini era de 3 anys a les forces terrestres (i de 4 anys a la Marina. La darrera llei de servei militar, de 196, reduí el període de servei de 3 a 2 anys a les forces de terra (i de 4 a 3 anys a la Marina). A partir de llavors s'establí una tria dues vegades l'any, al maig i al novembre, substituint el sistema de sorteig anual. Aquest sistema era administrat pels milers de comissariats militars (военный комиссариат, военкомат (voienkomat)) establerts per tota la Unió Soviètica. Entre gener i maig de cada any, tots els nois soviètics havien de presentar-se al voienkomat local per avaluar-se pel servei militar, arran d'una sèrie de convocatòries basades en les llistes de totes les escoles i empreses de la zona. El voienkomat treballava amb aquestes quotes amb uns enviats del departament de l'Estat Major General, que especificaven com es requeria que fossin els nous reclutes per a cadascuna de les branques i serveis de les Forces Armades. Els nous reclutes eren recollits per un oficial de la seva futura unitats, i normalment enviats en tren per tot el país. A la seva arribada, començaven el curs dels Nous Soldats, i passaven a formar part del sistema del mandat superior, conegut com a dedovixtxina (mandat dels avis). Només hi havia un nombre molt reduït de sots-oficials professionals, i la majoria dels sots-oficials eren reclutes que havien rebut cursos específics de 6 mesos de durada en una divisió d'entrenament per tal de preparar-los per comandar escamots o tripulacions, o per a exercir com a sergents de secció. Aquests sots-oficials reclutes tenien com a reforç els paprorixtxik, oficials tècnics creats durant la dècada de 1960 per donar suport a la major varietat d'habilitats i coneixements necessaris per a l'armament modern.

## Purgues de l'Exèrcit Roig
Al final de la dècada de 1930 va tenir lloc l'anomenada «Purga dels Quadres de l'Exèrcit Roig», que coincidí amb la Gran Purga de la societat soviètica. El 1936 i 1937, seguint les ordres de Stalin, milers d'oficials de l'Exèrcit Roig van ser rellevats dels seus comandaments. Les purgues tenien l'objectiu de netejar l'Exèrcit Roig dels "elements en qui no es podia confiar políticament", principalment entre els oficials d'alt rang. Això provocà inevitablement un pretext convenient per portar a terme venjances personals o per eliminar oficials que cobejaven el mateix comandament. Molts comandants d'exèrcit, cos i divisió van ser perseguits, principalment sent empresonats o enviats als camps de treball; mentre que d'altres van ser executats. Entre les víctimes estava el principal teòric militar de l'Exèrcit Roig, el mariscal Mikhaïl Tukhatxevski, al qual Stalin veia com un potencial rival polític. Els oficials que quedaren ben aviat comprengueren que totes les seves decisions serien examinades de prop pels oficials polítics, fins i tot en afers mundans com les maniobres. Per tot l'Exèrcit Roig s'estengué una atmosfera de por i desconfiança per prendre la iniciativa; i les taxes de suïcidi entre els oficials inferiors s'elevà a nivells rècord. Molts historiadors creuen que les Purgues van restar significativament la capacitat combativa de l'Exèrcit Roig; encara que l'extensió real dels danys conseqüents a la Purga encara és debatuda.
Arxius recentment desclassificats indiquen que el 1937, en el cim de les Purgues, l'Exèrcit Roig tenia 114.300 oficials, dels quals 11.034 havien estat rellevats. El 1938, l'Exèrcit Roig tenia 179.000 oficials, un 56% més que l'any anterior, dels quals uns 6.742 havien estat perseguits. En els graons superiors la Purga eliminà 3 dels 5 Mariscals, 13 dels 15 generals d'exèrcit, 8 dels 9 almiralls, 50 dels 57 generals de cos d'exèrcit, 154 dels 186 generals de divisió, els 16 comissaris d'exèrcit i 25 dels 28 comissaris de cos d'exèrcit.
El resultat va ser que el 1941 l'Exèrcit Roig tenia un cos d'oficials inexpert. Mentre que un 60% dels comandants de regiments tenien dos anys o més d'experiència de combat al juny de 1941, i gairebé un 80% dels comandants de divisió de fusellers, només hi havia un 20% dels comandants de cos i un 5% dels comandants d'exèrcit i dels comandants de districte militars que tinguessin el mateix nivell d'experiència.
El creixement significatiu de l'Exèrcit Roig durant el cim de les purgues podrien haver empitjorat les coses. El 1937, l'Exèrcit Roig sumaven als voltants d'1,3 milions d'homes, incrementant aquest nombre 3 vegades al juny de 1941. El veloç creixement de l'exèrcit necessitava a canvi la ràpida promoció d'oficials, sense tenir en compte la seva experiència o el seu entrenament. Oficials inferiors van ser promoguts per omplir els rangs de comandament superior, molts dels quals necessitaven una gran experiència. Això, pel seu costat, provocà molts buits als nivells inferiors del cos d'oficials, que van ser omplerts amb els nous oficials recent sortits de les acadèmies de servei. El 1937, tota una classe d'oficials inferiors va graduar-se en només un any per omplir les vacants de l'Exèrcit Roig. La conjunció de la inexperiència i el temor de les represàlies van fer que molts d'aquests nous oficials fracassessin al tractar d'impressionar als nous reclutes, i la insubordinació esdevingué la principal causa d'arrest el 1941, comportant que molts soldats soviètics desertessin de les seves unitats durant les fases inicials de l'ofensiva alemanya el 1941.
El 1940, Stalin començà a cedir, restaurant aproximadament un terç dels oficials prèviament retirats. Tot i això, l'efecte de les purgues es manifestaria durant la Guerra d'Hivern, on les tropes de l'Exèrcit Roig generalment actuaren molt per sota de les seves possibilitats davant un exèrcit finès molt menor.

## Armament i equipament
La Unió Soviètica va expandir la seva indústria armamentística com a part del programa d'industrialització de Stalin durant les dècades de 1920 i 1930.
Entre els tancs soviètics més notables trobem el T-34, el T-54, el T-55, el T-62, el T-64, el T-72 i el T-80, així com les variants post-soviètiques del T-72 i del T-80 com el T-90 o el T-84. Entre les armes petites usades durant la II Guerra Mundial s'inclouen, per exemple, el fusell Mosin-Nagant, que es podia ser usat pels franctiradors, o la metralladora PPX. Però, durant el final de la dècada de 1970 i fins a la dels 70, la principal arma d'infanteria era el AKM, derivat del AK-47, seguit pel AK-74, així com diverses metralladores.

### Mancances de material
A l'inici de la Gran Guerra Patriòtica, l'Exèrcit Roig desplegà un armament excel·lent, especialment artilleria i tancs. El tanc pesat KV-1 i el mitjà T-34 van deixar desfasats la majoria dels blindatges de la Wehrmacht fins al 1943, però el 1941, la majoria d'unitats soviètiques usaven models antics. La Força Aèria Roja, encara que equipada amb avions relativament moderns, realitzà una pobre actuació contra la Luftwaffe. El veloç progrés dels atacs aeris i terrestres alemanys sobre el territori soviètic van fer que la logística soviètica va ser tremendament difícil, a causa que molts dipòsits i la major part de la indústria manufacturera estaven a la meitat occidental del país, veient-se obligats a traslladar-la a correcuita a l'est dels Urals. Fins llavors, l'Exèrcit Roig es veié sovint obligat a improvisar o a anar al combat sense armament, vehicles o equipament. Al final de la Segona Guerra Mundial, l'Exèrcit Roig era el major exèrcit del món en tota la història, posseint més tancs i artilleria, així com soldats experimentats, comandants i estat major que tota la resta combinada de forces participants. Per aquest motiu, el Comitè de Caps d'Estat Major britànic rebutjà com a impossible de realitzar l'operació Impensable (1945) de Primer Ministre Churchill per retirar del poder el govern de Stalin, expulsant l'Exèrcit Roig d'Europa i destruint la Unió Soviètica.

### Equipament

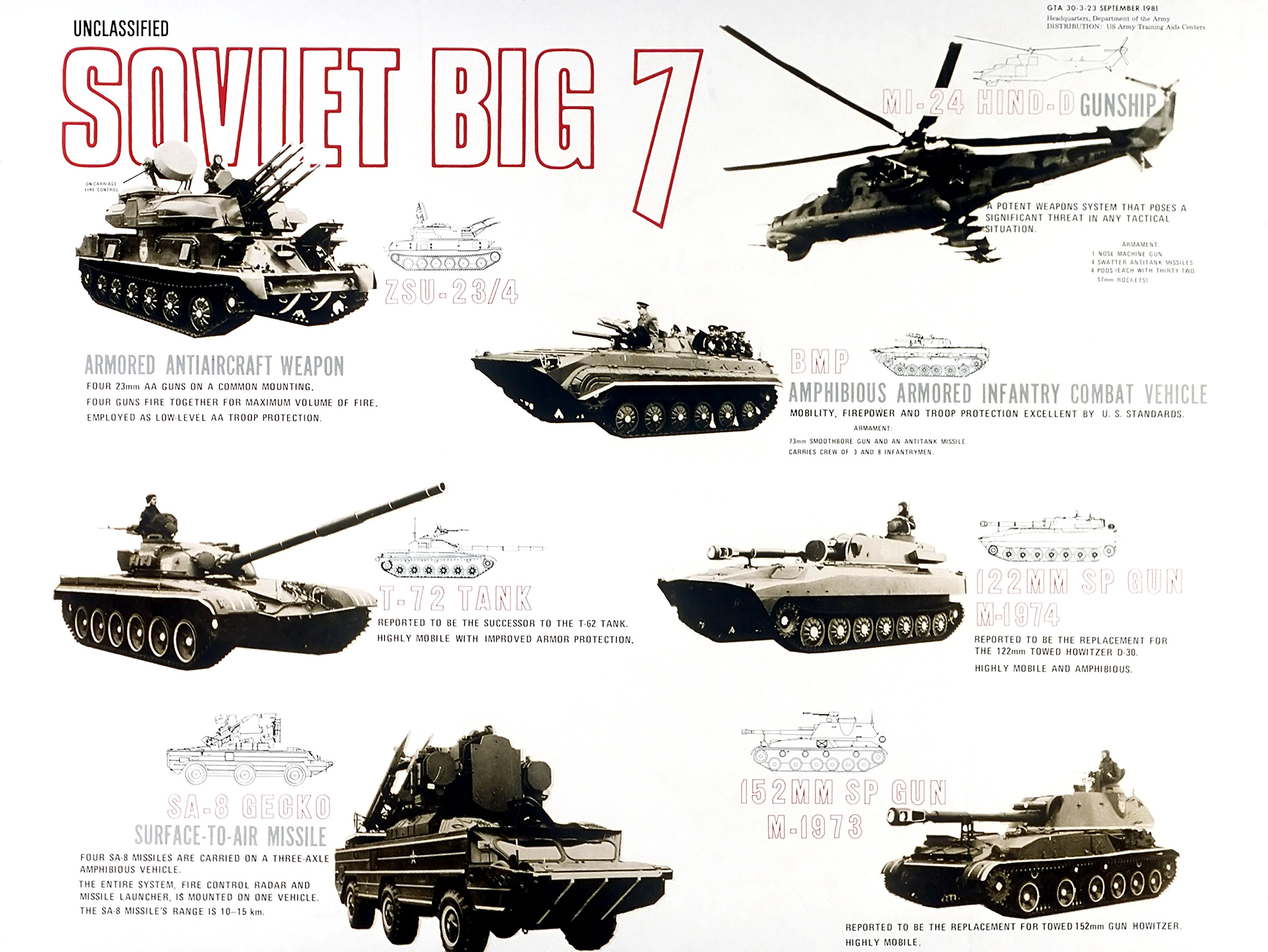
Cartell nord-americà de les 7 principals eines de combat soviètiques al 1981.

El 1990, l'Exèrcit Soviètic disposava de:
- 55.000 tancs, incloent 4.000 T-80, 10.000 T-72, 9.700 T-64, 11.300 T-62, 19.000 T-54/55 i 1.000 PT-76
- 70.000 vehicles blindats de transport de personal, incloent BMP-1, BMP-2, BMP-3, BMD-1, BMD-2, BMD-3, BTR-60, BTR-70 i BTR-80.
- 24.000 vehicles de combat d'infanteria, incloent 3.500 vehicles de reconeixement BRDM-2 i BRDM-1.
- 24.000 peces d'artilleria remolcada, incloent 4.379 obusos D-30, 1.175 M-46, 1.700 D-20, 598 2A65, 1,007 2A36, 857 D-1, 1.693 ML-20, 1.200 M-30, 478 B-4 i canons antitanc i de camp D-74, D-48, D-44, T-12 i BS-3.
- 9.000 peces d'artilleria autopropulsada, incloent 2.751 2S1, 2.325 2S3, 507 2S5, 347 2S7, 430 2S4, 20 2S19, 108 SpGH DANA, ASU-85 i 2S9.
- 8.000 llançacoets, incloent els Llançamíssils múltiples BM-21, 818 BM-27, 123 BM-30, 18 BM-24, TOS-1, BM-25 i BM-14
- Míssils Balístics Tàctics SS-1 Scud, SS-21, SS-23 i FROG-7.
- Vehicles de Defensa Terra-Aire, incloent 1.350 SA-4, 850 SA-6, 950 SA-8, 430 SA-9, 300 SA-11, 70 SA-12, 860 SA-13, 20 SA-15, 130 SA-19, ZSU-23-4 i ZSU-57-2
- 12.000 canons antiaeris remolcalts, incloent ZU-23-2, ZPU-1/2/4, S-60, 72-K, 61-K, 52-K i KS-19
- 4.300 Helicòpters. Incloent 1.420 Mi-24, 600 Mi-2, 1.620 Mi-8, 290 Mi-17, 450 Mi-6 i 50 Mi-26

## Crims de guerra

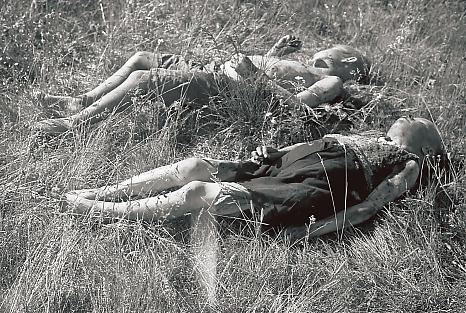
Nens finesos morts per Partisans soviètics a Seitajärvi (Finlàndia), 1942.

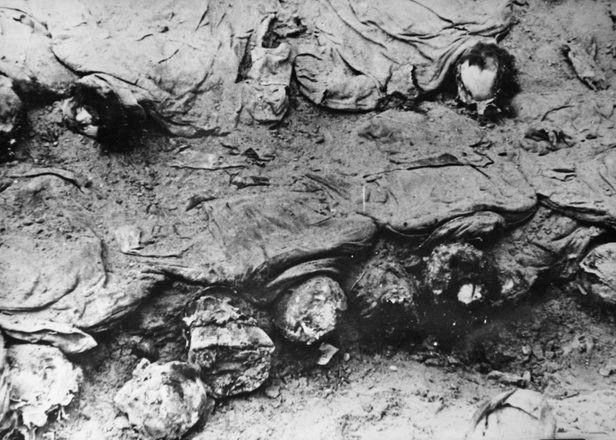
Exhumació a Katyn feta el 1943. Foto feta per la delegació de la Creu Roja Internacional.

L'Exèrcit Roig donà suport sovint a l'NKVD, una de les funcions del qual era la implementació de la repressió política. La funció principal de l'NKVD era protegir la seguretat de l'Estat de la Unió Soviètica, realitzant-se mitjançant una repressió política a gran escala contra els enemics de classe. Com a força dedicada a la seguretat interior i a la vigilància dels gulags, les tropes de l'interior van participar tant en la repressió política com en els crims de guerra durant els períodes d'hostilitats militars durant tota la història de la Unió Soviètica. En particular, eren els responsables del manteniment dels Gulags i de portar a terme les deportacions massives i els reassentaments forçosos de diversos grups ètnics que el règim soviètic presumia com a hostils a la seva política i que podrien col·laborar amb l'enemic (els txetxens, els tàrtars de Crimea o els coreans, per exemple.)
Durant la Segona Guerra Mundial l'NKVD realitzà diverses execucions massives de presoners a l'Europa Oriental, principalment a Estònia, Letònia, Polònia, Lituània, Romania, Ucraïna i en altres zones de la Unió Soviètica a mesura que l'Exèrcit Roig es retirava després de la invasió alemanya el 1941. Es calcula que el total de víctimes va ser de 100.000. Hi ha nombroses acusacions de crims de guerra comesos per les forces armades soviètiques, especialment contra els aviadors de la Luftwaffe capturats durant les fases inicials de la guerra. Les tropes de l'NKVD van participar en combat al costat de les tropes de l'Exèrcit Roig, encarregant-se habitualment de la seguretat de les zones de rereguarda, funcionant com a unitats de bloqueig. Als territoris ocupats, l'NKVD portà a terme detencions en massa, deportacions i execucions. Els objectius incloïen els membres dels moviments de resistència no comunistes, com l'UPA a Ucraïna, els antics soldats de les Waffen-SS i els Germans del Bosc als estats bàltics o l'Armia Krajowa polonès. L'NKVD s'encarregà de l'execució de molts oficials polonesos presoners el 1939-41.
Els batallons de destrucció soviètics van rebre màniga àmplia de les autoritats soviètiques per executar sumàriament qualsevol persona sospitosa. Milers de persones, incloent una gran proporció de dones i nens, van ser morts, amb dotzenes de pobles, escoles i edificis públics cremats.
Després d'aturar la invasió alemanya de la Unió Soviètica, les tropes soviètiques penetraren a Alemanya, Romania i Hongria a l'hivern de 1944. Els soldats soviètics sovint executaren als soldats alemanys capturats o que s'estaven rendint. Hi ha un gran nombre de testimonis de crims de guerra comesos pels soviètics (violacions, saqueigs i assassinats de civils). Tant a la Unió Soviètica com a la Rússia actual, els llibres sobre la Gran Guerra Patriòtica aquests crims de guerra són generalment omesos.
Els crims de guerra de les forces armades soviètiques contra els civils i els presoners de guerra als territoris ocupats per la Unió Soviètica entre 1939 i 1941 (la Ucraïna occidental, els estats Bàltics i Bessaràbia a Romania), així com els crims de guerra comesos entre 1944 i 1945 han estat molt presents en la consciència d'aquests pobles des de llavors. Des de la dissolució de la Unió Soviètica s'ha realitzat una discussió més sistemàtica, encara que localment controlada, de tots aquests fets. Aquests fets també van tenir lloc als territoris ocupats per les forces soviètiques a Manxúria i a les illes Kurils després que la Unió Soviètica es negà a renovar el seu pacte de neutralitat amb Japó a l'agost de 1945.

## Galeria fotogràfica

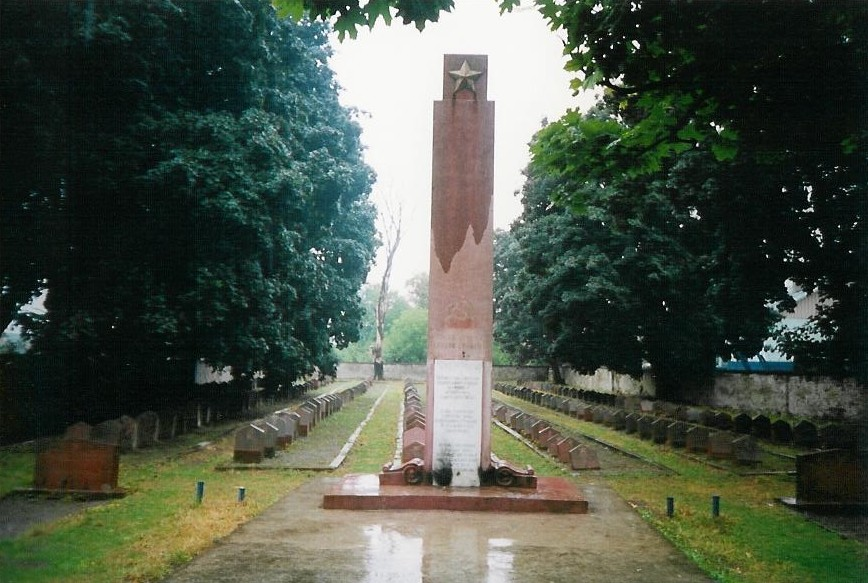
El cementiri de l'Exèrcit Roig a Sighetu Marmaţiei, (Romania)
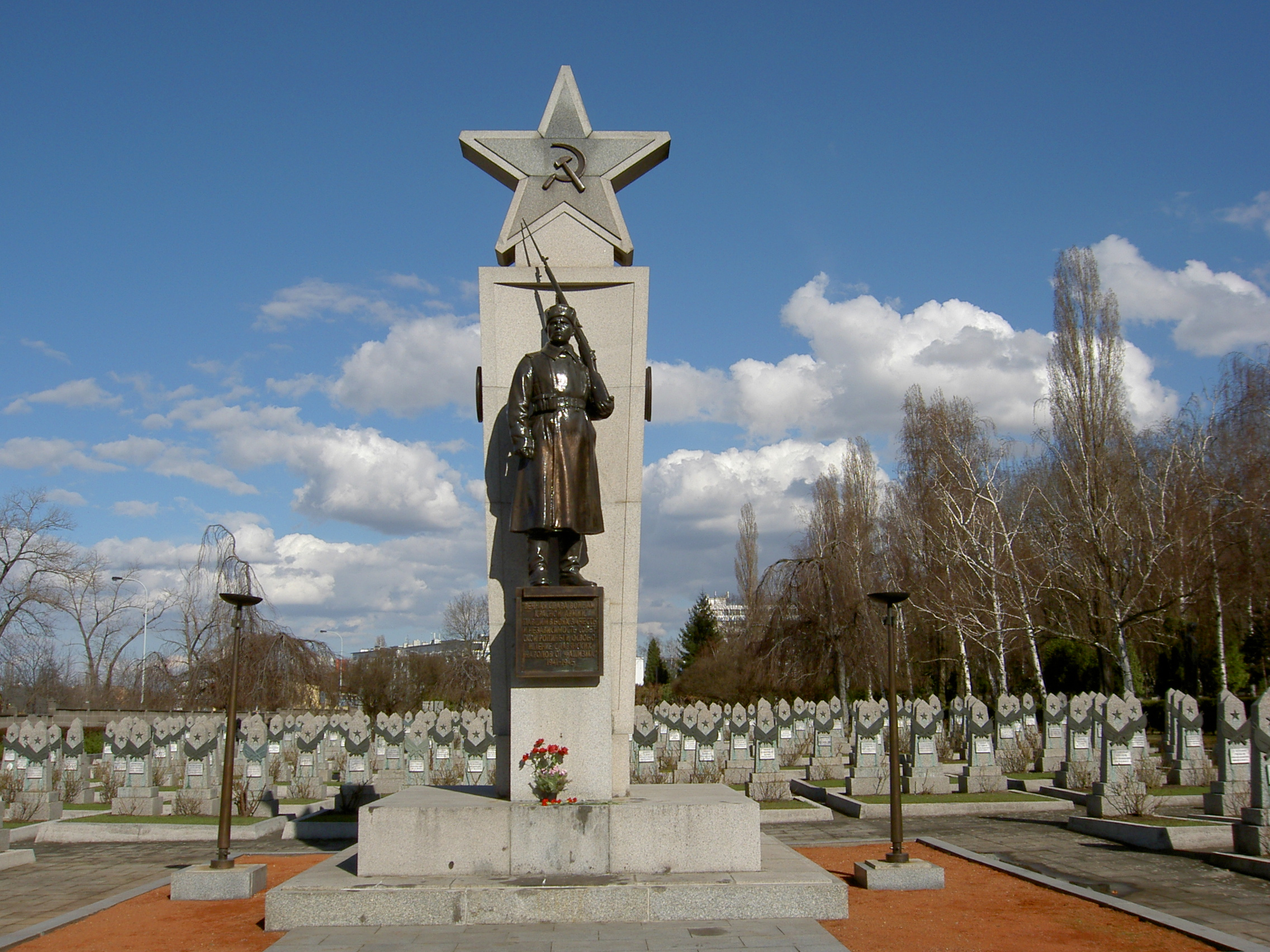
Monument a l'Exèrcit Roig a Praga
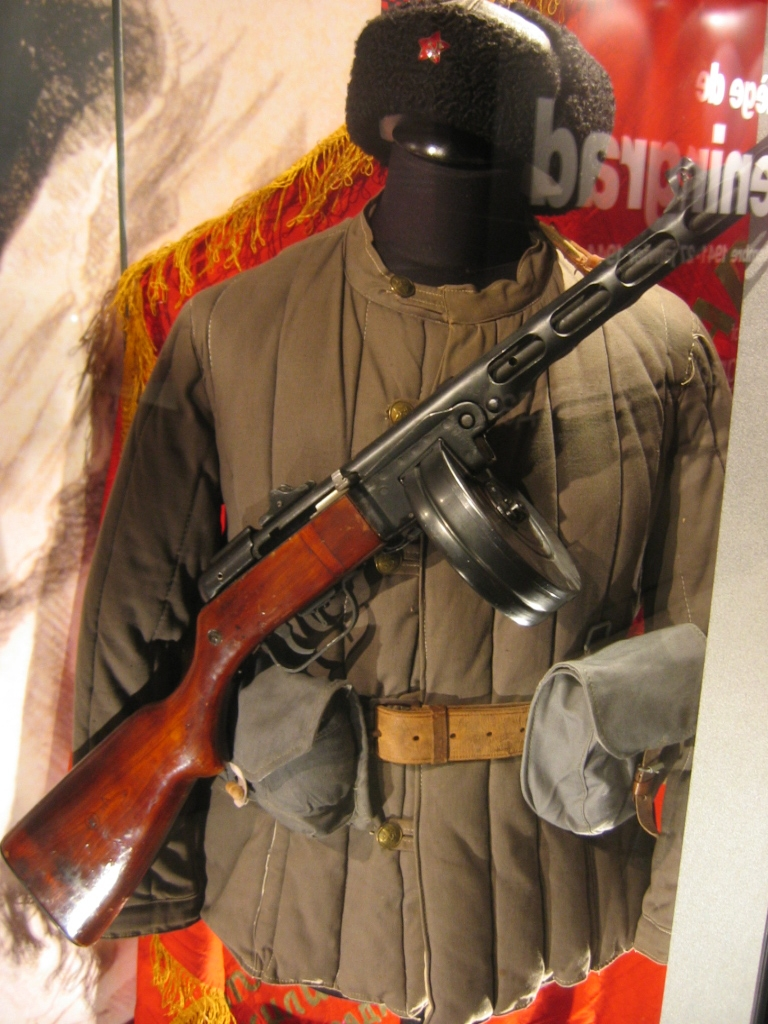
Uniforme durant la Segona Guerra Mundial
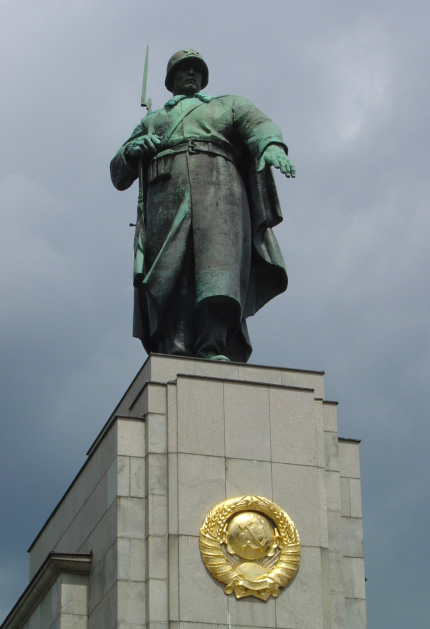
Monument a l'Exèrcit Roig a Berlín.